# Pseudosaltator
Genre
Pseudosaltator est un genre d'oiseaux de la famille des Thraupidae.

## Liste des espèces
Selon la classification de référence du Congrès ornithologique international (version 6.4, 2016) :
- Pseudosaltator rufiventris (d'Orbigny & Lafresnaye, 1837)